# Monika Medick-Krakau

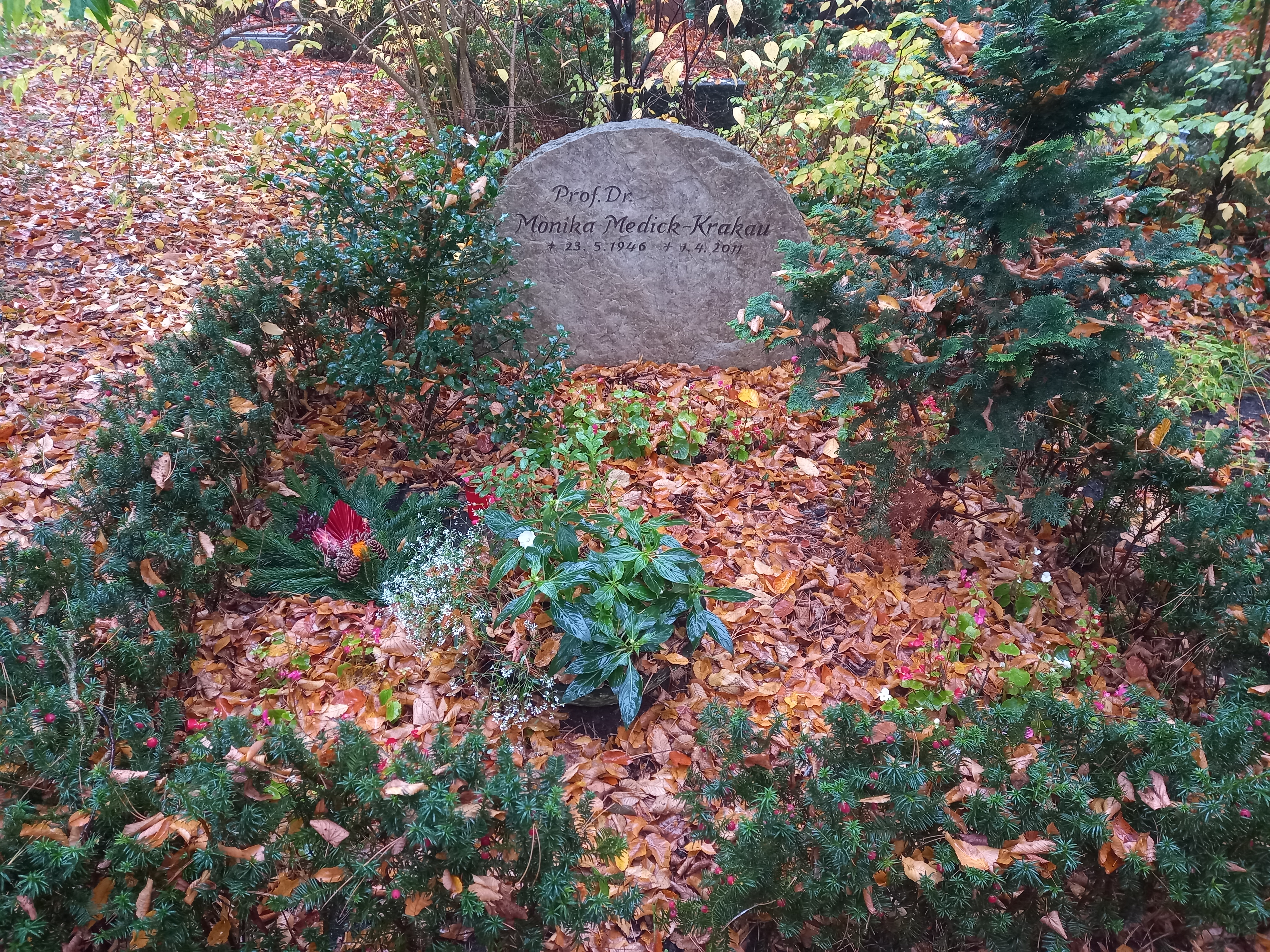
Das Grab von Monika Medick-Krakau auf dem Friedhof Lichterfelde

Monika Medick-Krakau (* 23. Mai 1946 in Hamburg; † 1. April 2011 in Berlin) war eine deutsche Politikwissenschaftlerin mit dem Schwerpunkt Internationale Beziehungen.

## Leben
Medick-Krakau studierte zwischen 1966 und 1973 Politikwissenschaft, Geschichte und Soziologie an der Philipps-Universität Marburg, der Friedrich-Alexander-Universität Erlangen und der Johann Wolfgang Goethe-Universität Frankfurt am Main.
Nach Abschluss ihres Studiums arbeitete sie zunächst bis 1975 als Wissenschaftliche Mitarbeiterin bei der Hessischen Stiftung Friedens- und Konfliktforschung in Frankfurt am Main und anschließend bis 1979 am Lehrstuhl für Internationale Beziehungen der Universität Trier. Von 1979 bis 1981 war Medick-Krakau als Hochschulassistentin an der Freien Universität Berlin beschäftigt. Dem folgte ein zweijähriger Forschungsaufenthalt in den USA im Rahmen eines Habilitandenstipendiums. Zwischen 1983 und 1989 war Medick-Krakau am John-F.-Kennedy-Institut für Nordamerikastudien in Berlin tätig. Anschließend arbeitete sie als Wissenschaftliche Koordinatorin des Berlin Program for Advanced German and European Studies an der FU Berlin, bevor sie sich 1992 habilitierte.
Von 1992 bis 1993 vertrat Medick-Krakau die Professur für Internationale Beziehungen an der Universität Konstanz. Im Herbst 1993 wurde sie zur Professorin am Institut für Politikwissenschaft der Universität Leipzig ernannt. Dort hatte Medick-Krakau drei Semester lang den Lehrstuhl für Internationale Wirtschaftsbeziehungen inne, bis sie im April 1995 einen Ruf auf die Professur für Internationale Beziehungen an der Technischen Universität Dresden annahm. Dort gründete sie 2002 das Zentrum für Internationale Studien und war bis 2008 dessen Direktorin. Zudem bekleidete Medick-Krakau zwischen 2001 und 2006 das Amt der Prorektorin für Bildung. Seit dem Sommersemester 2010 war sie im Vorruhestand.
Medick-Krakau war Mitglied im Arbeitskreis Europäische Integration, der Deutschen Gesellschaft für Amerikastudien, der Deutschen Gesellschaft für Politikwissenschaft, der Deutschen Vereinigung für Politische Wissenschaft und der German Studies Association.
Am 1. April 2011 verstarb Medick-Krakau nach langer schwerer Krankheit. Ihre letzte Ruhestätte befindet sich auf dem Friedhof Lichterfelde in Berlin. Sie war mit Knud Krakau verheiratet, ihrer Ehe entstammt ein Sohn.

## Werke
Monographien
- Waffenexporte und auswärtige Politik der Vereinigten Staaten. Gesellschaftliche Interessen und politische Entscheidungen. Verlag Anton Hain, Meisenheim 1976, ISBN 3-445-01395-0.
- Administration und Kongreß in der amerikanischen Außenpolitik der Ära Eisenhower. Die Beispiele Außenhandelspolitik und Allianzpolitik. John-F.-Kennedy-Institut für Nordamerikastudien, Berlin 1986 (PDF; 513 kB).
- Amerikanische Außenhandelspolitik im Wandel. Handelsgesetzgebung und GATT-Politik 1945–1988. Akademie Verlag, Berlin 1995, ISBN 3-050-02491-7.

Herausgeberschaften
- Außenpolitischer Wandel in theoretischer und vergleichender Perspektive. Die USA und die Bundesrepublik Deutschland. Ernst-Otto Czempiel zum 70. Geburtstag. Nomos Verlag, Baden-Baden 1999, ISBN 3-789-06230-8.